# Šainovići
Šainovići es un pueblo de la municipalidad de Pale-Prača, en el cantón de Podrinje Bosnio, Bosnia y Herzegovina.

## Superficie
Posee una superficie de 5,87 kilómetros cuadrados.

## Demografía
Hasta 2013 la población era de 111 habitantes, con una densidad de población de 18,9 habitantes por kilómetro cuadrado.